# 돼지토끼
<돼지토끼>는 2020년에 발표된 장윤정의 노래이다.
딸 하영이에게 생일축하한다는 말과 사랑하고 건강하라는 뜻을 담았다.
<돼지토끼>는 스트레이키즈의 창빈의 별명이다
돼지와 토끼를 닮아 생긴 별명으로 스키주라는 캐릭터로도 제작되었다